# Psiloderces pulcher
Psiloderces pulcher is een spinnensoort uit de familie Psilodercidae. De soort komt voor in Borneo.